# Lathyrus sativus
La cicerchia (Lathyrus sativus L., 1753) è un legume appartenente alla famiglia delle Fabacee, diffusamente coltivato per il consumo umano in Asia, Africa orientale e limitatamente anche in Europa e in altre zone. È una coltura particolarmente importante in aree tendenti alla siccità e alla carestia, detta coltura di assicurazione poiché fornisce un buon raccolto quando le altre colture falliscono. È anche nota con i nomi di pisello d'erba, veccia indiana, pisello indiano, veccia bianca (Italia), almorta, guija, pito, tito o alverjón (Spagna), chícharos (Portogallo), guaya (Etiopia) e khesari (India). Il consumo in Italia è limitato ad alcune aree del centro-sud ed è in costante declino.

## Descrizione

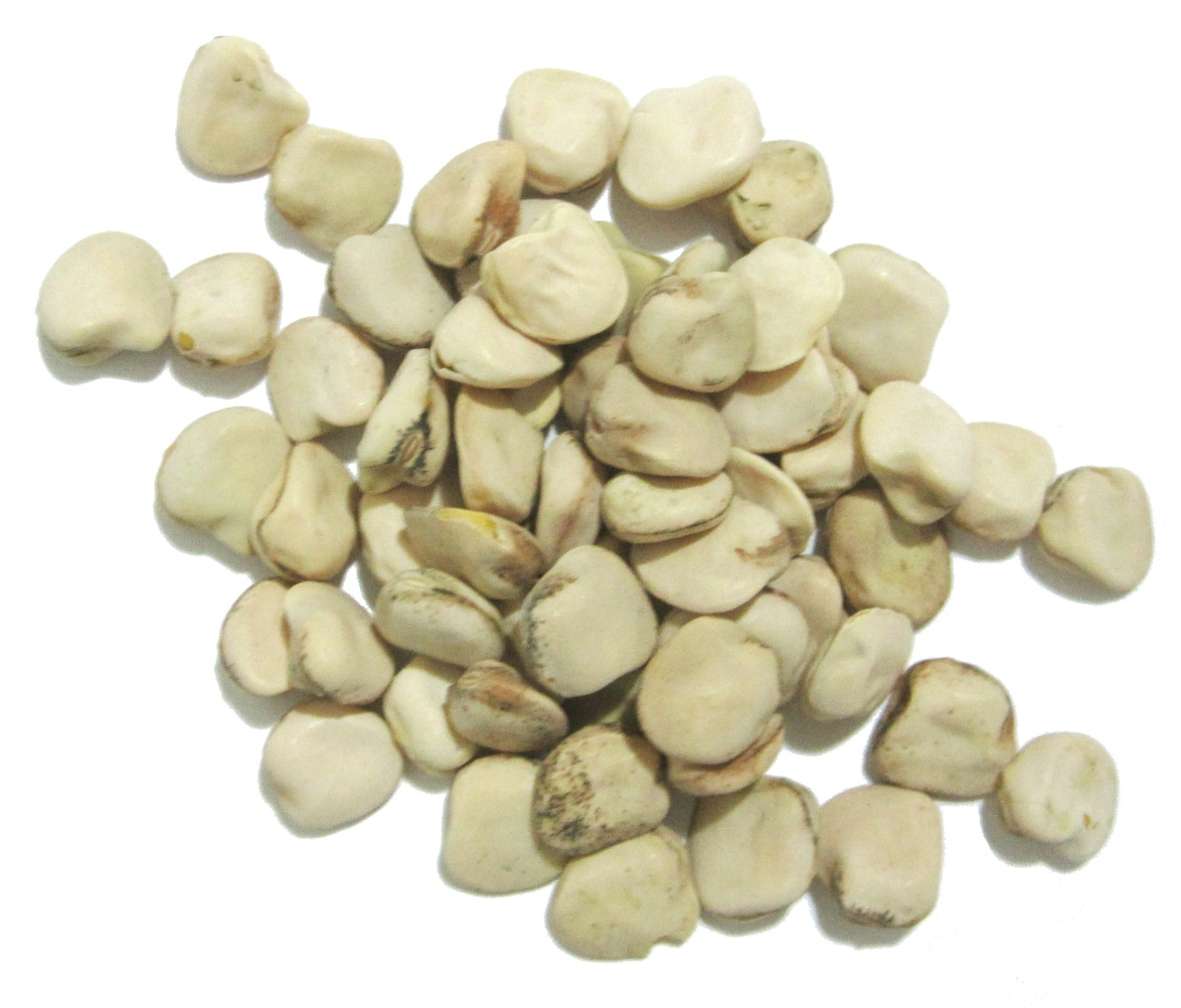
Cicerchie essiccate.

La cicerchia è una pianta annuale con radici forti. I fusti sono prostrati o rampicanti e sono lunghi da 15 a 60 cm, raramente 100 cm. Tutte le foglie presentano una coppia di pinnule e le foglie superiori presentano viticci semplici o, più comunemente, ramificati.

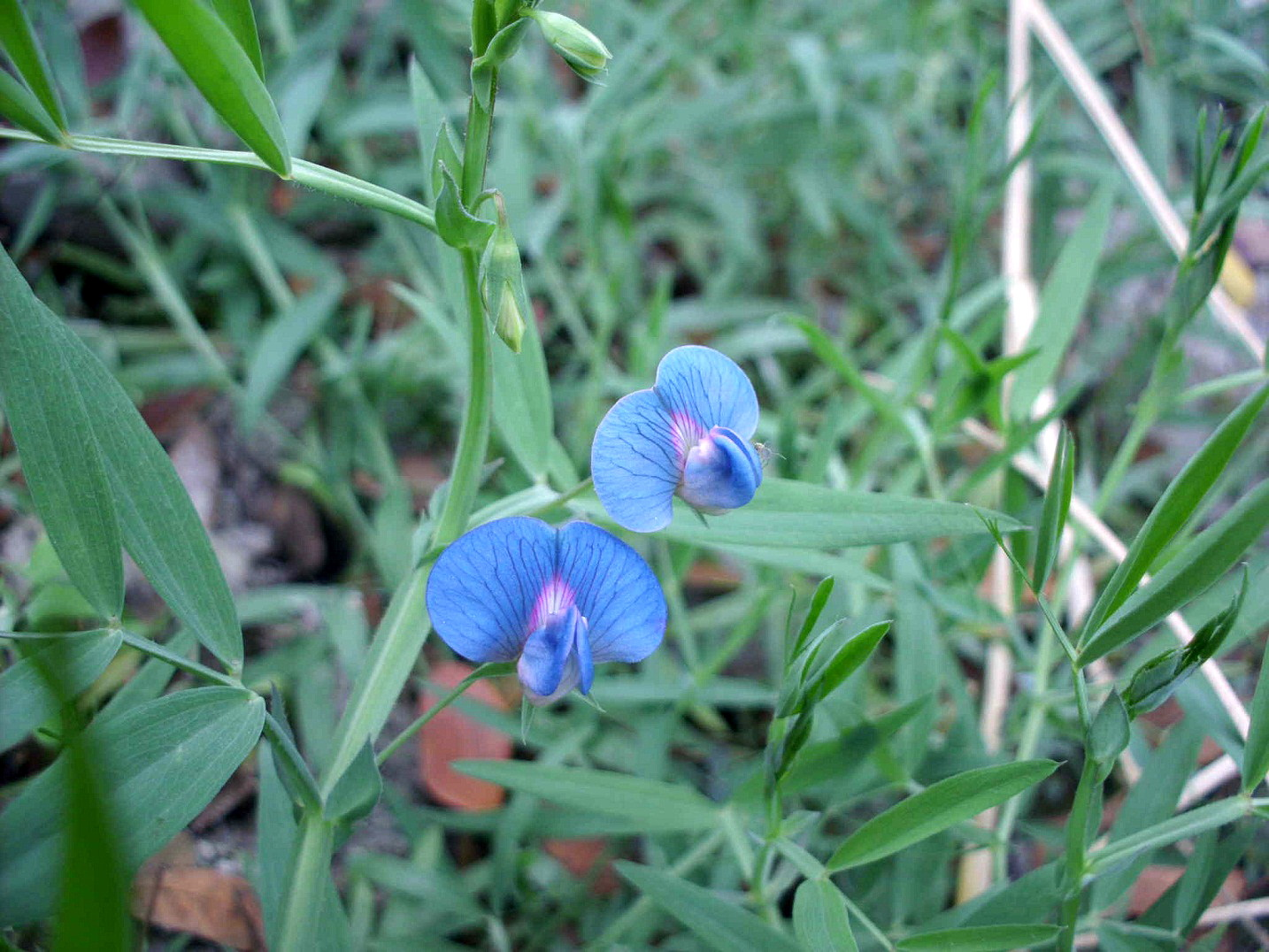
Fiori di L. sativus

I fiori si trovano solitamente singolarmente in infiorescenze racemose. Il fusto dell'infiorescenza è lungo da 3 a 6 cm, si estende oltre il picciolo fogliare e termina con un corto stelo. La brattea è a forma di squama.
I fiori ermafroditi sono zigomorfi e quintupli con doppio perianzio. I petali sono lunghi da 12 a 24 mm e di colore variabile: solitamente bianchi con venature bluastre, raramente rosa o bluastri.
Con una lunghezza da 25 a 40 mm e una larghezza da 10 a 18 mm, il legume è da ovoidale a rombico, piatto, glabro e reticolato. Il suo colore è paglierino e contiene da due a cinque semi. Il tegumento è liscio e di colore variabile, spesso con macchie marroni.

## Distribuzione e habitat
La patria della cicerchia si trova probabilmente nella regione mediterranea e nel Vicino Oriente. Non sono note popolazioni selvatiche. La pianta coltivata si è naturalizzata ben oltre la sua area di distribuzione originaria. Si presuppone che sia stata addomesticata nel Neolitico antico nei Balcani orientali, dove i reperti archeologici sono particolarmente comuni. In Francia la cicerchia veniva utilizzata già nel Mesolitico. Nel Vicino Oriente è conosciuto a Jarmo, Çayönü, Tell Ramad e Tel Qasile. È documentato in Grecia fin dal Neolitico (grotta di Alepotrypa nel Peloponneso meridionale). È documentato anche in Sardegna fin dall'Età del bronzo, ad esempio nella grotta del Monte Meana. In Egitto veniva utilizzato come aggiunta alle tombe reali dell'Antico Regno.

## Usi

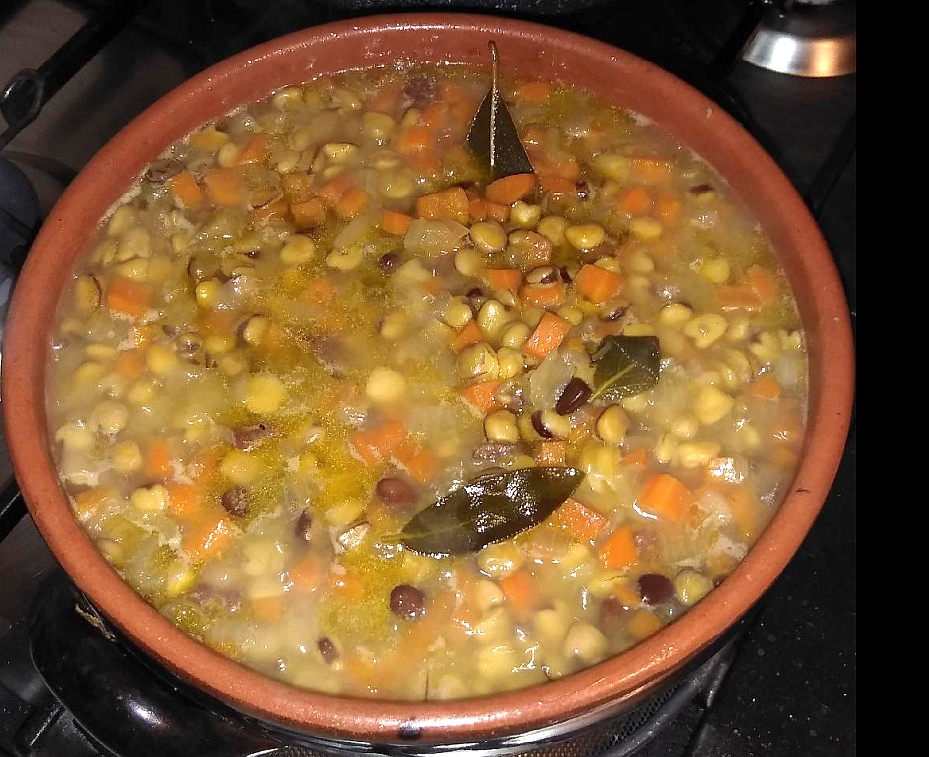
Cottura in umido.

I semi hanno un alto contenuto proteico e la pianta fissa anche l'azoto in misura maggiore rispetto ad altri legumi.
Il ruolo delle cicerchie nella dieta umana oggi è minore. I paesi europei in cui si consuma la farina di legumi sono Spagna, Portogallo e Italia. In Italia, la cicerchia viene coltivata dalla Toscana meridionale alla Sicilia, solitamente su piccole superfici. La pianta può essere coltivata su terreni marginali, asciutti e sterili e non necessita di erbicidi o fertilizzanti artificiali. Qui viene consumato principalmente come ingrediente nelle zuppe. La cicerchia è coltivata anche nelle Isole Canarie, in Etiopia, India, Asia centrale, Bangladesh, Kashmir, Nepal e Africa orientale. In Etiopia i legumi integrali o i baccelli verdi sono apprezzati come spuntino.
Nell'Europa centrale la cicerchia viene coltivato raramente come pianta foraggera. Ha ritrovato una certa distribuzione come pianta da sovescio.

## Tossicità
Come altri legumi, L. sativus produce semi ad alto contenuto di proteine.  I semi tuttavia contengono anche, in quantità variabile, una neurotossina rappresentata da acido β-N-Oxalyl-L-α,β-diaminopropionico, od ODAP.  L'ODAP è considerato la causa della malattia detta neurolatirismo, una patologia neurodegenerativa che causa, oltre ad effetti immediati nervosi, la paralisi degli arti inferiori. La malattia è stata riscontrata in seguito a carestie in Europa (Francia, Spagna, Germania), nel Nordafrica, nell'Asia meridionale, ed è ancora persistente in Eritrea, Etiopia ed Afghanistan quando il seme delle specie Lathyrus diviene la fonte esclusiva o principale di nutrimento per lunghi periodi. Le ricerche rivelano che la concentrazione di ODAP nelle piante aumenta in condizioni estreme (ad esempio, siccità), aggravando il problema. Sono in corso programmi di tecniche di coltivazione che producano piante di L. sativus con minore o assente concentrazione di ODAP.
La gastronomia tradizionale delle regioni secche dell'interno della penisola iberica prevede l'uso della farina di cicerchia (localmente nota come harina de almorta) per la preparazione di piatti cremosi, generalmente noti come gachas.
Il consumo di semi selezionati, coltivati e preparati in modo da eliminarne la tossicità fanno parte della cultura italiana.
La sostanza tossica è presente in diversa concentrazione in numerose specie del genere Lathyrus; in molti casi le intossicazioni sono causate da specie non identificate.

## Riconoscimenti di qualità
Le cicerchie prodotte in varie zone delle regioni Abruzzo, Lazio, Marche, Molise, Puglia ed Umbria hanno ottenuto dal Ministero delle politiche agricole, alimentari e forestali il riconoscimento di prodotto agroalimentare tradizionale italiano.